# Сербська Автономна Область Боснійська Країна
Сербська Автономна Область Боснійська Країна, САО Боснійська Країна (серб. Српска аутономна област Босанска Крајина) — автономна область  була розташована в географічному регіоні  Боснійська Країна.  Столиця — Баня-Лука. Регіон був згодом включений в Республіку Сербську.

## Історія
САО Боснійська Країна виникла восени 1991, в рамках підготовки до незалежності Боснії, на кшталт Словенії і Хорватії. Мета полягала в районах, де серби складали більшість або значну частину населення не допустити такої незалежності. Серби для цього створили три сербських автономних райони і один сербський автономний регіон (САО Боснійська Країна).
САО Боснійська Країна була створена з Асоціації муніципалітетів Боснійської Країни, за тим винятком, що об'єднання не включало регіон Чазинська Країна або муніципалітет Прієдора. Інші подібні дії були проведені і в інших Асоціаціях муніципалітетів в Боснії.
16 вересня 1991 Асоціація муніципалітетів Боснійська Країна була перетворена в автономну область Країна (АОК), яка включала такі муніципалітети: Баня-Лука, Бихач - Рипач, Босанська-Дубиця, Градишка, Босанська-Крупа, Новий Град, Босанський Петроваць, Челинаць, Доні-Вакуф, Ключ, Котор-Варош, Прієдор, Прнявор, Санські-Мост, Шипово і Теслич. Незалежна Асамблея сербського народу в Боснії та Герцеговині була створена 24 жовтня 1991, переважала Сербська демократична партія (СДП).  9 січня 1992, Асамблея прийняла Декларацію про проголошення Республіки Сербської Боснії та Герцеговини. 
На відміну від інших САО в Боснії, які були створені влітку й восени, САО Боснійська Країна була офіційно оголошена 25 квітня 1991, але під назвою АРК (автономний регіон Країна - маючи на увазі Боснійську Країну). Були спроби влітку 1991, об'єднати його з САО Країна. 12 вересня назва була офіційно змінена на САО Боснійська Країна.